# Stéphane Brizé
Stéphane Brizé, född 1966, är en fransk filmregissör.

## Filmografi (i urval)
- 2005 – Inte här för att bli älskad
- 2009 – Mademoiselle Chambon
- 2015 – Marknadens lag
- 2016 – En kvinnas liv
- 2021 – En annan värld